# یاروسلاو دنیسنکو
یاروسلاو دنیسنکو (اوکراینی: Ярослав Юрійович
Денисенко؛ زادهٔ ۲۳ سپتامبر ۱۹۹۱) ورزشکار اهل اوکراین است.
وی در مسابقات کشوری و بین‌المللی در مجموع برندهٔ ۶ مدال طلا، ۲۱ مدال نقره، ۱ مدال برنز شده‌است.